# Remigia camptogramma
Remigia camptogramma là một loài bướm đêm trong họ Erebidae.